# 21000 L'Encyclopedie
21000 L'Encyclopedie este o planetă minoră (asteroid), cu un diametru de 5,886 km, din centura de asteroizi. A fost descoperită pe 26 ianuarie 1987 la Observatorul European Austral de Eric Walter Elst și a fost numită după Encyclopédie. 
Obiectul prezintă o orbită caracterizată de o semiaxă mare de 2,5588425 UAi, o excentricitate de 0,23, o înclinație de 12,93336 ° în raport cu ecliptica.